# Campeonato Mundial de Triatlón de 2013
El XXV Campeonato Mundial de Triatlón fue una serie de ocho competiciones donde la Gran Final se celebró en Londres (Reino Unido) del 15 al 16 de septiembre de 2013. Fue realizado bajo la organización de la Unión Internacional de Triatlón (ITU).

## Etapas
| Fecha                 | Lugar                       | Tipo       |
| --------------------- | --------------------------- | ---------- |
| 6 – 7 de abril        | Auckland ( Nueva Zelanda)   | Estándar   |
| 20 – 21 de abril      | San Diego ( Estados Unidos) | Estándar   |
| 11 – 12 de mayo       | Yokohama ( Japón)           | Estándar   |
| 1 – 2 de junio        | Madrid ( España)            | Estándar   |
| 6 – 7 de julio        | Kitzbühel ( Austria)        | Estándar   |
| 20 – 21 de julio      | Hamburgo ( Alemania)        | Sprint     |
| 24 – 25 de agosto     | Estocolmo ( Suecia)         | Estándar   |
| 15 – 16 de septiembre | Londres ( Reino Unido)      | Gran Final |

## Resultados

### Medallistas
| Evento    | Oro                                     | Plata                                    | Bronce                           |
| --------- | --------------------------------------- | ---------------------------------------- | -------------------------------- |
| Masculino | Javier Gómez Noya · España · 4.220 pts. | Jonathan Brownlee Reino Unido 4.195 pts. | Mario Mola · España · 3.726 pts. |
| Femenino  | Non Stanford Reino Unido 4220 pts.      | Jodie Stimpson Reino Unido 3805 pts.     | Anne Haug · Alemania · 3110 pts. |

### Masculino
| Evento    | Oro                           | Plata                         | Bronce                        |
| --------- | ----------------------------- | ----------------------------- | ----------------------------- |
| Auckland  | Javier Gómez Noya · España    | Mario Mola · España           | João Silva Portugal           |
| San Diego | Alistair Brownlee Reino Unido | Richard Murray Sudáfrica      | João Silva Portugal           |
| Yokohama  | Jonathan Brownlee Reino Unido | Javier Gómez Noya · España    | João Silva Portugal           |
| Madrid    | Jonathan Brownlee Reino Unido | Javier Gómez Noya · España    | Ivan Vasiliev · Rusia         |
| Kitzbühel | Alistair Brownlee Reino Unido | Mario Mola · España           | Sven Riederer · Suiza         |
| Hamburgo  | Jonathan Brownlee Reino Unido | Alistair Brownlee Reino Unido | Javier Gómez Noya · España    |
| Estocolmo | Alistair Brownlee Reino Unido | Javier Gómez Noya · España    | Jonathan Brownlee Reino Unido |
| Londres   | Javier Gómez Noya · España    | Jonathan Brownlee Reino Unido | Mario Mola · España           |

### Femenino
| Evento    | Oro                           | Plata                         | Bronce                     |
| --------- | ----------------------------- | ----------------------------- | -------------------------- |
| Auckland  | Anne Haug · Alemania          | Maaike Caelers · Países Bajos | Felicity Abram Australia   |
| San Diego | Gwen Jorgensen Estados Unidos | Non Stanford Reino Unido      | Emma Moffatt Australia     |
| Yokohama  | Gwen Jorgensen Estados Unidos | Emma Moffatt Australia        | Jodie Stimpson Reino Unido |
| Madrid    | Non Stanford Reino Unido      | Anne Haug · Alemania          | Jodie Stimpson Reino Unido |
| Kitzbühel | Jodie Stimpson Reino Unido    | Emma Jackson Australia        | Anne Haug · Alemania       |
| Hamburgo  | Anne Haug · Alemania          | Non Stanford Reino Unido      | Jodie Stimpson Reino Unido |
| Estocolmo | Gwen Jorgensen Estados Unidos | Non Stanford Reino Unido      | Anne Haug · Alemania       |
| Londres   | Non Stanford Reino Unido      | Aileen Reid Irlanda           | Emma Moffatt Australia     |

## Medallero
| Núm. | País        | Oro | Plata | Bronce | Total |
| ---- | ----------- | --- | ----- | ------ | ----- |
| 1    | Reino Unido | 1   | 2     | 0      | 3     |
| 2    | España      | 1   | 0     | 1      | 2     |
| 3    | Alemania    | 0   | 0     | 1      | 1     |
|      | TOTAL       | 2   | 2     | 2      | 6     |